# Classe ATC V09
La classe ATC V09, dénommée « Produits radiopharmaceutiques à usage diagnostique », est un sous-groupe thérapeutique de la classification anatomique, thérapeutique et chimique, développée par l'OMS pour classer les médicaments et autres produits médicaux. La classe ATC vétérinaire correspondante dans la classification ATCvet est QV09. Le sous-groupe présenté ici est celui établi par l'OMS, et peut donc différer des versions dérivées utilisées dans certains pays. Il fait partie du groupe anatomique V de la classification, intitulé « Divers ».
 (octobre 2021).
Le contenu est difficilement compréhensible vu les erreurs de traduction, qui sont peut-être dues à l'utilisation d'un logiciel de traduction automatique.

## V09A Système nerveux central

### V09AA Dérivés du99mTc-Technétium
V09AA01 99mTc-Technétium examétazime (en)
V09AA02 99mTc-Technétium bicisate

### V09AB Dérivés de l'123I-Iode
V09AB01 123I-Iode iofétamine (en)
V09AB02 123I-Iode jolopride (en)
V09AB03 123I-Iode ioflupane

### V09AX Autres produits radiopharmaceutiques à usage diagnostique pour le système nerveux central
V09AX01 111In-Indium pentétate
V09AX03 124I-Iode 2bêta-carbométhoxy-3bêta-(4-iodophényl)-tropane
V09AX04 18F-Flutémétamol (en)
V09AX05 18F-Florbétapir (en)
V09AX06 18F-Florbetaben (en)

## V09B Squelette

### V09BA Dérivés du99mTc-Technétium
V09BA01 99mTc-Technétium oxidronate
V09BA02 99mTc-Technétium médronate (en)
V09BA03 99mTc-Technétium pyrophosphate
V09BA04 99mTc-Technétium acide diphosphonopropanédicarbonique

## V09C Système rénal

### V09CA Dérivés du99mTc-Technétium
V09CA01 99mTc-Technétium pentétate
V09CA02 99mTc-Technétium succimer
V09CA03 99mTc-Technétium mertiatide
V09CA04 99mTc-Technétium glucoheptonate
V09CA05 99mTc-Technétium gluconate
V09CA06 99mTc-Technétium éthylènedicystéine

### V09CX Autres produits radiopharmaceutiques à usage diagnostique pour la fonction rénale
V09CX01 123I-Iode iodohippurate
V09CX02 131I-Iode iodohippurate
V09CX03 125I-Iode iothalamate
V09CX04 51Cr-Chrome édétate

## V09D Système hépatique etsystème phagocytaire mononucléaire

### V09DA Dérivés du99mTc-Technétium
V09DA01 99mTc-Technétium disofénine
V09DA02 99mTc-Technétium etifénine
V09DA03 99mTc-Technétium lidofénine
V09DA04 99mTc-Technétium mébrofénine (en)
V09DA05 99mTc-Technétium galtifénine

### V09DB99mTc-Technétium, particules et colloïdes
V09DB01 99mTc-Technétium nanocolloïdes
V09DB02 99mTc-Technétium microcolloïdes
V09DB03 99mTc-Technétium millimicrosphères
V09DB04 99mTc-Technétium colloïdes stannifères
V09DB05 99mTc-Technétium colloïdes soufrés
V09DB06 99mTc-Technétium colloïdes de sulfure de rhénium
V09DB07 99mTc-Technétium phytate

### V09DX Autres produits radiopharmaceutiques à usage diagnostique pour la fonction hépatique ou lesystème réticulo-endothélial
V09DX01 Acide tauroselcholique

## V09E Appareil respiratoire

### V09EA99mTc-Technétium, pour inhalation
V09EA01 99mTc-Technétium pentétate
V09EA02 99mTc-Technétium technegas
V09EA03 99mTc-Technétium nanocolloïdal

### V09EB99mTc-Technétium, particules pour injection
V09EB01 99mTc-Technétium macrosalb
V09EB02 99mTc-Technétium microsphères

### V09EX Autres produits radiopharmaceutiques à usage diagnostique pour l'appareil respiratoire
V09EX01 81mKr-Krypton gaz
V09EX02 127Xe-Xénon gaz
V09EX03 133Xe-Xénon gaz

## V09F Thyroïde

### V09FX Divers radiopharmaceutiques à usage diagnostique pour la thyroïde
V09FX01 99mTC-Technétium pertechnétate
V09FX02 123I-Iode sodium iodure
V09FX03 131I-Iode sodium iodure
V09FX04 124I-Iodure de sodium

## V09G Système Cardio-vasculaire

### V09GA Dérivés du99mTc-Technétium
V09GA01 99mTc-Technétium sestamibi (en)
V09GA02 99mTc-Technétium tétrofosmine (en)
V09GA03 99mTc-Technétium téboroxime
V09GA04 99mTc-Technétium albumine humaine
V09GA05 99mTc-Technétium furifosmine
V09GA06 99mTc-Technétium cellules marquées par un agent stanneux
V09GA07 99mTc-Technétium apcitide

### V09GB Dérivés du125I-Iode
V09GB01 125I-Iode fibrinogène humain
V09GB02 125I-Iode albumine humaine

### V09GX Autres produits radiopharmaceutiques à usage diagnostique pour l'appareil cardiovasculaire
V09GX01 201Tl-Thallium chlorure
V09GX02 111In-Indium imciromab (en)
V09GX03 51Cr-Chrome cellules marquées au chromate
V09GX04 Chlorure de rubidium 82Rb

## V09H Détection d'une inflammation et d'une infection

### V09HA Dérivés du99mTc-Technétium
V09HA01 99mTc-Technétium immunoglobuline humaine
V09HA02 99mTc-Technétium cellules marquées par l'examétazime (en)
V09HA03 99mTc-Technétium anticorps antigranulocyte
V09HA04 99mTc-Technétium sulésomab (en)

### V09HB Dérivés de l'111In-Indium
V09HB01 111In-Indium cellules marquées par l'oxinate
V09HB02 111In-Indium cellules marquées par le tropolonate

### V09HX Autres produits radiopharmaceutiques à usage diagnostique
V09HX01 67Ga-Gallium citrate

## V09I Détection d'une tumeur

### V09IA Dérivés du99mTc-Technétium
V09IA01 99mTc-Technétium anticorps anti-antigène carcinoembryonnaire
V09IA02 99mTc-Technétium anticorps antimélanome
V09IA03 99mTc-Technétium succimer pentavalent
V09IA04 99mTc-Technétium votumumab (en)
V09IA05 99mTc-Technétium dépréotide
V09IA06 99mTc-Technétium arcitumomab (en)
V09IA07 99mTc-Technétium octréotide hynique
V09IA08 99mTc-Technétium étarfolatide
V09IA09 99mTc-Technétium tilmanocept

### V09IB Dérivés du111In-Indium
V09IB01 111In-Indium pentétréotide
V09IB02 111In-Indium satumomab pendétide (en)
V09IB03 111I-Indium anticorps anticarcinome ovarien
V09IB04 111In-Indium capromab pendétide (en)

### V09IX Autres produits radiopharmaceutiques à usage diagnostique
V09IX01 123I-Iode iobenguane
V09IX02 131I-Iode iobenguane
V09IX03 125I-Iode-CC49 anticorps monoclonal (en)
V09IX04 18F-Flurodésoxyglucose
V09IX05 18F-Fluorodopa
V09IX06 18F-Fluorure de sodium
V09IX07 18F-Fluorométhylcholine
V09IX08 18F-Fluoroéthylcholine
V09IX09 68Ga-Gallium édotréotide
V09IX10 18F-Fluoroéthyl-L-tyrosine
V09IX11 18F-Fluoroestradiol
V09IX12 18F-Fluciclovine

## V09X Autres produits radiopharmaceutiques à usage diagnostique

### V09XA Dérivés de l'131I-Iode
V09XA01 131I-Iode norcholestérol
V09XA02 131I-Iode cholestérol
V09XA03 131I-Iode albumine humaine

### V09XX Divers produits radiopharmaceutiques à usage diagnostique
V09XX01 57Co-Cobalt cyanocobalamine
V09XX02 58Co-Cobalt cyanocobalamine
V09XX03 75Se-Sélénium norcholestérol
V09XX04 59Fe-Ferrique citrate